# بی اواس
بی اواس (انگلیسی: BeOS) سیستم عامل شرکت Be .inc است که در سال ۱۹۹۱ ابتدا برای دستگاه های AT&T Hobbit ارائه و پس از آن برای پلتفرم پاورپی‌سی (به‌ویژه Bebox , محصول خود این شرکت) و سپس برای Intel x86 منتشر شد. بی اواس برای راحتی استفاده نخستین در کار های روزمره و رقیبی برای اواس ده و ویندوز طراحی شده بود و رابط گرافیکی آن روی اصول "ساده و تمیز بودن" طراحی شده بود . کدینگ به کار رفته در رابط کاربری این سیستم عامل یونیکد بود. این سیستم عامل به موفقیت تجاری خاصی دست نیافت و در سال ۲۰۰۱ همزمان با موفقیت های تجاری مایکروسافت با ویندوز ۲۰۰۰ توسعه اش متوقف گشت. 